# 史起龍
史起龍（1582年—？），字國士，號傅霖，浙江宁波府象山县人，軍籍，明朝政治人物。

## 生平
幼有异质，年十三郡试，学使者奇其文，遂拔冠六邑。年十九，領万历二十八年（1600年）庚子科浙江乡试舉人，二十九年（1601年）聯捷辛丑科進士，以未娶，赐归完婚。知江西万载县，赴任闻母疾，乞归不许，东望涕零，籲天誓祷，母疾瘳，始撤席焉。三十三年量移宜春，并以激扬著声。三十七年升刑部主事，三十八年調工部营缮司主事，历官工部营缮司郎中，除福建福州兵备副使，便道归省，卒于家。

## 遗迹
象山县有「弱冠聯登坊」为其所立。墓在县西九顷柴嶴父史翰墓旁。

## 家族
曾祖史景模，儒官。祖史元谋，省祭；嗣祖史元哲，欽賜冠带。父史翰，禮部儒士。母林氏。重庆下。兄史起欽（己丑進士、仕刑部郎中）、史啓英（同科举人）、典（庠生）、起雲、起心、缙、绅、籍。弟贊堯（庠生）、直、簡、睿、箴、起凤、起鵬、起蛟、起鹗。聘周氏。